# Eospirifer
Eospirifer és un gènere extint de braquiòpodes. Els seus fòssils apareixen sovint en llims calcaris marins.